# Havildar
Havildar o havaldar (indostaní: हविलदार o हवलदार, حوالدار) es un rango en los ejércitos de la India, Pakistán y Nepal, equivalente a sargento. No se usa en unidades de caballería, donde el equivalente es daffadar.
Al igual que el sargento británico, un havildar lleva tres galones de rango.

## Historia
«Havildar» es una palabra de origen persa que significa 'persona a cargo', o más generalmente 'jefe', del árabe حواله ('cargo', 'responsabilidad') y el persa دار (dâr, 'poseedor'). Históricamente, un havildar era un comandante de alto rango que estaba a cargo de un fuerte durante el Imperio mogol. Se usó como el equivalente a un sargento en el Raj británico, lo que ha llevado a su uso actual.

## Equipo

### Ejército Indio
Los havildars podrían ser designados para puestos de mayor autoridad. Los nombramientos de intendente de la compañía havildar y mayor de la compañía existían en el ejército indio británico. Históricamente, los dos havildars más antiguos de una empresa se convirtieron en el CQMH y el CHM. Sin embargo, estos eran solo nombramientos (que técnicamente, siguen existiendo en el ejército indio moderno), y el oficial al mando podía ascender o degradar cualquiera de estos rangos a su discreción. Los havildars ahora son ascendidos directamente al rango de suboficiales subalternos, ya que los deberes de estos nombramientos históricos ahora los llevan a cabo los JCO.
- El intendente de la compañía havildar (CQMH), equivalente a un sargento de intendencia de la compañía, ayudó al intendente a administrar las tiendas de la compañía. La insignia era tres galones con un emblema del león de Ashoka arriba.[2]
- El havildar mayor de la compañía (CHM) era el suboficial de mayor rango en una compañía, equivalente a un sargento mayor de compañía.[2] La insignia era un emblema de león de Ashoka.[2]
- El intendente de regimiento havildar (RQMH) era equivalente a un sargento de intendencia de regimiento.[2]
- El havildar mayor de regimiento (RHM) era equivalente a un sargento mayor de regimiento.[2]

### Ejército de Pakistán
Los havildars superiores también pueden ser nombrados intendente de compañía havildar, comandante de havildar de compañía, intendente de batallón havildar o comandante de batallón havildar en el ejército de Pakistán. Todos estos nombramientos tienen insignias diferentes y pueden variar de una unidad a otra.
- Intendente havildar de la compañía.
- Havildar mayor de la compañía.
- Intendente havildar de batallón.
- Havildar mayor de batallón.